# Alice Diop
Alice Diop (Aulnay-sous-Bois, 1979) è una regista francese.

## Biografia
Alice Diop è una documentarista che si dedica principalmente a soggetti della società francese contemporanea.
Diop è nata a Aulnay-sous-Bois da genitori senegalesi. È cresciuta fino ai dieci anni nel complesso residenziale Cité des 3000, noto alla stampa per la difficile situazione sociale al suo interno. All'università di Évry ha cominciato a studiare storia, per poi passare ai corsi di sociologia, in cui si laurea.
Quindici anni dopo aver lasciato il quartiere natio, ritorna a filmare la diversità culturale dell'area in cui è cresciuta per il suo primo documentario La Tour du monde.
Il suo lavoro Vers La tendresse ha vinto il César Award del 2017 in qualità di miglior cortometraggio. Al ricevimento del premio, Diop ha dedicato il film alle vittime della violenza da parte della polizia.
Nel 2022 il suo film Saint Omer vince il premio migliore opera prima  "Luigi De Laurentiis" alla 79ª Mostra internazionale d'arte cinematografica di Venezia.

## Filmografia
- La Tour du monde, documentario, 2005
- Clichy pour l'exemple, documentario mediometraggio (50 minuti), 2005
- Les Sénégalaises et la sénégauloise, documentario mediometraggio (56 minuti), 2007
- La mort de Danton, documentario mediometraggio (64 minuti), 2011
- La permanence, documentario, 2016
- Vers la tendresse, documentario mediometraggio (39 minuti), 2016
- Nous, documentario, 2021
- Saint Omer (2022)

## Riconoscimenti
- La mort de Danton, documentario, 2011
  - Prix des Bibliothèques al Cinéma du Réel, Paris 2011
  - Grand Prix del 7th Festival du film d'éducation d'Évreux 2011
  - Étoile de la Scam 2012
- La permanence, documentario, 2016
  - Prix de l'institut français Marcorelles al Cinéma du Réel 2016
- Vers la tendresse, documentario, 2016 
  - 2016 : Festival du Cinéma de Brive – Rencontres du moyen métrage – Brive (Francia) – Grand Prix France
  - 2016 : FIFF-Festival International de Films de Femmes (Festival di Cinema Femminile) – Créteil (Francia) – Prix du public – Meilleur cortometraggio francese & Prix Ina realizzatrice creativa
  - 2016 : Festival Silhouette de Paris (Francia) – Giovane giurata e premio per documentario.
  - 42° Premi César Miglior Cortometraggio nell'anno 2017.